# Улан Зуух
Улан Зуух (калм. Улан Зуух) — посёлок в Яшкульском районе Калмыкии, в составе Гашунского сельского муниципального образования. Посёлок расположен на правом берегу реки Улан-Зууха в 14 км к юго-западу от посёлка Гашун.

## Этимология
Название села, скорее всего, производно от названия реки, на берегу которой он расположен, и может быть переведено как красная яма (калм. улан - красный и калм. зуух - яма (напр. для разведения огня); глинобитный очаг)

## История
Предположительно основан во второй половине XX века. Впервые обозначен на топографической карте 1984 года. К 1989 году в посёлке проживало около 230 человек.

## Население
| 2002 | 2010 |
| ---- | ---- |
| 10   | ↘7   |

Национальный состав
Согласно результатам переписи 2002 года в посёлке проживали чеченцы (55 %) и калмыки (45 %).
| Национальность | Численность (2010) | Процент |
| -------------- | ------------------ | ------- |
| Чеченцы        | 9                  | 100%    |
| Всего          | 9                  | 100%    |